# Leslie A. Pope
Leslie Ann Pope (* 2. Juni 1954 in Bowling Green, Kentucky; † 6. Mai 2020 in Venice, Kalifornien) war eine US-amerikanische Szenenbildnerin.

## Leben
Pope begann ihre Karriere im Filmstab 1982 in der Außenrequisite bei der Musik-Komödie Splitz. 1984 arbeitete sie erstmals als Szenenbildnerin, zu ihren frühen Filmen zählen Martin Scorseses Die Zeit nach Mitternacht und Alan Parkers Angel Heart. Ab Mitte der 2000er Jahre wirkte sie an mehreren Superheldenfilmen mit, darunter The Amazing Spider-Man, The Return of the First Avenger und Ant-Man. Ihr Schaffen umfasst 40 Produktionen.
Für das Filmdrama Seabiscuit – Mit dem Willen zum Erfolg war sie gemeinsam mit Jeannine C. Oppewall 2004 für den Oscar in der Kategorie Bestes Szenenbild und bei den Satellite Awards nominiert, beide Auszeichnungen gingen in diesem Jahr jedoch an Der Herr der Ringe: Die Rückkehr des Königs. Pope war zudem zwei Mal für den „Excellence in Production Design Award“ der Art Directors Guild nominiert, 2013 für Django Unchained und 2015 für The Return of the First Avenger, konnte den Preis jedoch nicht gewinnen.

## Filmografie (Auswahl)
- 1985: Nichts wie weg (Almost You)
- 1985: Die Zeit nach Mitternacht (After Hours)
- 1985: Im Jahr des Drachen (Year of the Dragon)
- 1987: Angel Heart
- 1987: Wolfsmilch (Ironweed)
- 1988: Crocodile Dundee II
- 1989: Letzte Ausfahrt Brooklyn (Last Exit to Brooklyn)
- 1991: Ein Vermieter zum Knutschen (The Super)
- 1991: Herr der Gezeiten (The Prince of Tides)
- 1993: Sliver
- 1993: Carlito’s Way
- 1993: Sein Name ist Mad Dog (Mad Dog and Glory)
- 1994: Machen wir’s wie Cowboys (The Cowboy Way)
- 1996: Nicht schuldig (The Juror)
- 1997: Donnie Brasco
- 1997: In & Out
- 1998: Familiensache (One True Thing)
- 1999: The Astronaut’s Wife – Das Böse hat ein neues Gesicht (The Astronaut’s Wife)
- 1999: Makellos (Flawless)
- 2000: Family Man (The Family Man)
- 2002: Bad Company – Die Welt ist in guten Händen (Bad Company)
- 2002: S1m0ne
- 2002: Catch Me If You Can
- 2003: Seabiscuit – Mit dem Willen zum Erfolg (Seabiscuit)
- 2004: Spanglish
- 2006: Zum Ausziehen verführt (Failure to Launch)
- 2007: Spider-Man 3
- 2007: Von Löwen und Lämmern (Lions for Lambs)
- 2008: Sieben Leben (Seven Pounds)
- 2009: Wie das Leben so spielt (Funny People)
- 2010: Männertrip (Get Him to the Greek)
- 2012: Django Unchained
- 2012: The Amazing Spider-Man
- 2014: The Return of the First Avenger (Captain America: The Winter Soldier)
- 2015: Ant-Man
- 2016: Ghostbusters (Ghostbusters: Answer the Call)
- 2018: Avengers: Infinity War
- 2019: Avengers: Endgame

## Auszeichnungen (Auswahl)
- 2004: Oscar-Nominierung in der Kategorie Bestes Szenenbild für Seabiscuit – Mit dem Willen zum Erfolg